# Marco Pupieno Africano
Marco Pupieno Africano (latino: Marcus Pupienus Africanus; fl. III secolo) fu un senatore e un politico dell'Impero romano, figlio dell'imperatore Pupieno.
Probabilmente Africano ebbe una carriera politica civile, essenzialmente limitata a Roma; fu questore sotto l'imperatore Alessandro Severo; nel 236 tenne il consolato assieme all'imperatore Massimino Trace, che sarebbe stato poi rovesciato dal padre di Africano, Pupieno.